# اریک اسمیت
اریک اسمیت (انگلیسی: Eric Smith؛ زادهٔ ۱۹۶۵) ژنرال سپاه تفنگداران دریایی ایالات متحده آمریکا است، که از سپتامبر ۲۰۲۳ به‌عنوان سی و نهمین فرمانده سپاه تفنگداران دریایی فعالیت می‌کند.
اسمیت فعالیت نظامی را در سال ۱۹۸۷ در سپاه تفنگداران دریایی آمریکا آغاز کرد، از ۲۰۱۵ تا ۲۰۱۶ فرماندهی نیروهای جنوبی سپاه تفنگداران دریایی را برعهده داشت، از ۲۰۱۶ تا ۲۰۱۷ دستیار ارشد نظامی وزیر دفاع آمریکا بود، از ۲۰۱۷ تا ۲۰۱۸ به‌عنوان فرمانده لشکر ۱ تفنگداران دریایی فعالیت می‌کرد و از ۲۰۱۸ تا ۲۰۱۹ فرماندهی نیروی سوم تفنگداران دریایی اعزامی را برعهده داشت. 
وی از ۲۰۱۹ تا ۲۰۲۱ معاون توسعه و ادغام رزم سپاه تفنگداران دریایی آمریکا بود و فرماندهی توسعه رزمی سپاه تفنگداران دریایی را برعهده داشت و در فاصله سال‌های ۲۰۲۱ تا ۲۰۲۳ به‌عنوان جانشین فرمانده سپاه تفنگداران دریایی فعالیت می‌کرد.